# Lacaria aczeli
Lacaria aczeli es una especie de polilla de la familia Geometridae. La especie fue descrita por primera vez por William Warren habiendo sido descrita en 1959, con distribución en Argentina. El holotipo de la especie fue descrita en el parque nacional Lanín, a poca distancia de Pucará de Tilcara. Carece de descripción de su especie holotipo, poco se sabe de esta polilla.  Por el momento se describe como un nombre taxonómico aceptado provisionalmente hasta que se presenten más datos concluyentes.